# تشارلز بيرغر
تشارلز بيرغر (بالإنجليزية: Charles Berger)‏ هو عالم اجتماع وعالم نفس وبروفيسور أمريكي، ولد في القرن العشرين، وتوفي في 25 سبتمبر 2018.